# Saint-Gildas-de-Rhuys
Saint-Gildas-de-Rhuys è un comune francese di 1 690 abitanti situato nel dipartimento del Morbihan nella regione della Bretagna. Il comune, posto sulla penisola di Rhuys, si affaccia sul golfo di Morbihan. Deve il proprio nome a san Gildas de Rhuys, abate e santo del VI secolo, che fondò ivi un monastero.

## Toponimo
Il nome bretone del comune è Lokentaz.
Il nome di Saint-Gildas-de-Rhuys deriva da Saint Gildas e dal pagus Reuuisii a pagus, cioè una suddivisione amministrativa di Vannetais, corrispondente alla penisola di Rhuys nell'alto medioevo.

## Storia

### Simboli
Il giglio di mare (Pancratium maritimum) stilizzato in campo azzurro, era simbolo dell'abbazia benedettina di Saint-Gildas-de-Rhuys. Anche il pastorale è un riferimento all’abbazia, mentre l'armellino ricorda la storica appartenenza al Ducato di Bretagna.

## Società

### Evoluzione demografica
Abitanti censiti